# Transport a Andorra
El transport a Andorra és majoritàriament per carretera per ser un país interior sense sortida marítima i per la geografia muntanyosa de la zona.

## Ferrocarrils i telefèrics

El telecabina de la Massana.

Andorra no té ferrocarril interior ni de connexió amb l'exterior. A dos quilòmetres de la frontera francoandorrana, a l'Ospitalet es troba l'estació gare internationale Andorre-l'Hospitalet. Per altra banda existeixen estudis per perllongar la línia de Puigcerdà i/o línia de la Pobla de Segur per connectar Andorra amb Barcelona i/o Lleida. El cap de govern Albert Pintat va fer una petició a les autoritats espanyoles perquè el Govern d'Espanya fes arribar una línia d'alta velocitat a la Seu d'Urgell, a 10 km d'Andorra.
L'any 2004 el Govern d'Andorra va proposar la creació d'un metro aeri, i que s'intentaria fer l'estudi abans que s'acabés la legislatura, però finalment no ha vist la llum tal estudi.
Algunes estacions d'esquí disposen de telefèrics que les connecten amb el nucli de població més pròxim. És el cas del telecabina de la Massana, que uneix aquesta parròquia amb Vallnord, o del Funicamp, que enllaça la vila d'Encamp amb els Cortals, a Canillo.

## Carreteres
Andorra té una xarxa de les carreteres, amb una llargada total de 269 km, de les quals 198 km estan pavimentades, deixant 71 km de carretera impavimentada. Les carreteres principals són l'eix de les carreteres generals CG-1 i CG-2 d'accés i sortida del país i que la creuen de sud a oest passant per Andorra la Vella i Escaldes-Engordany. Des de la creació del túnel d'Envalira a la CG-2 es pot accedir al Pas de la Casa sense passar pel port d'Envalira.
A l'hivern les carreteres principals solen estar netes de neu i accessibles, ja que es treu de forma ràpida, en canvi l'accés per la frontera francoandorrana no sempre està neta i es pot tancar per evitar problemes derivats d'allaus.
La CG-3 és la carretera d'accés a Arcalís, la CG-4 d'accés a Pal i la CG-6 per sortir del país i accedir a la població urgellenca d'Os de Civís. El país té un parc automobilístic de 78.158 vehicles.

## Trànsit de viatgers
Pel que fa a transport públic, disposa tant de serveis d'autobusos interurbans entre les diferents parròquies, com interurbans/internacionals que connecten amb la Seu d'Urgell, Barcelona ciutat i els aeroports catalans (el Prat, Reus, Girona i Lleida) per una banda, i amb poblacions franceses per una altra, com Tolosa de Llenguadoc.
També existeixen connexions d'autobús amb l'estació d'alta velocitat (AVE) de Lleida Pirineus.

## Transport aeri

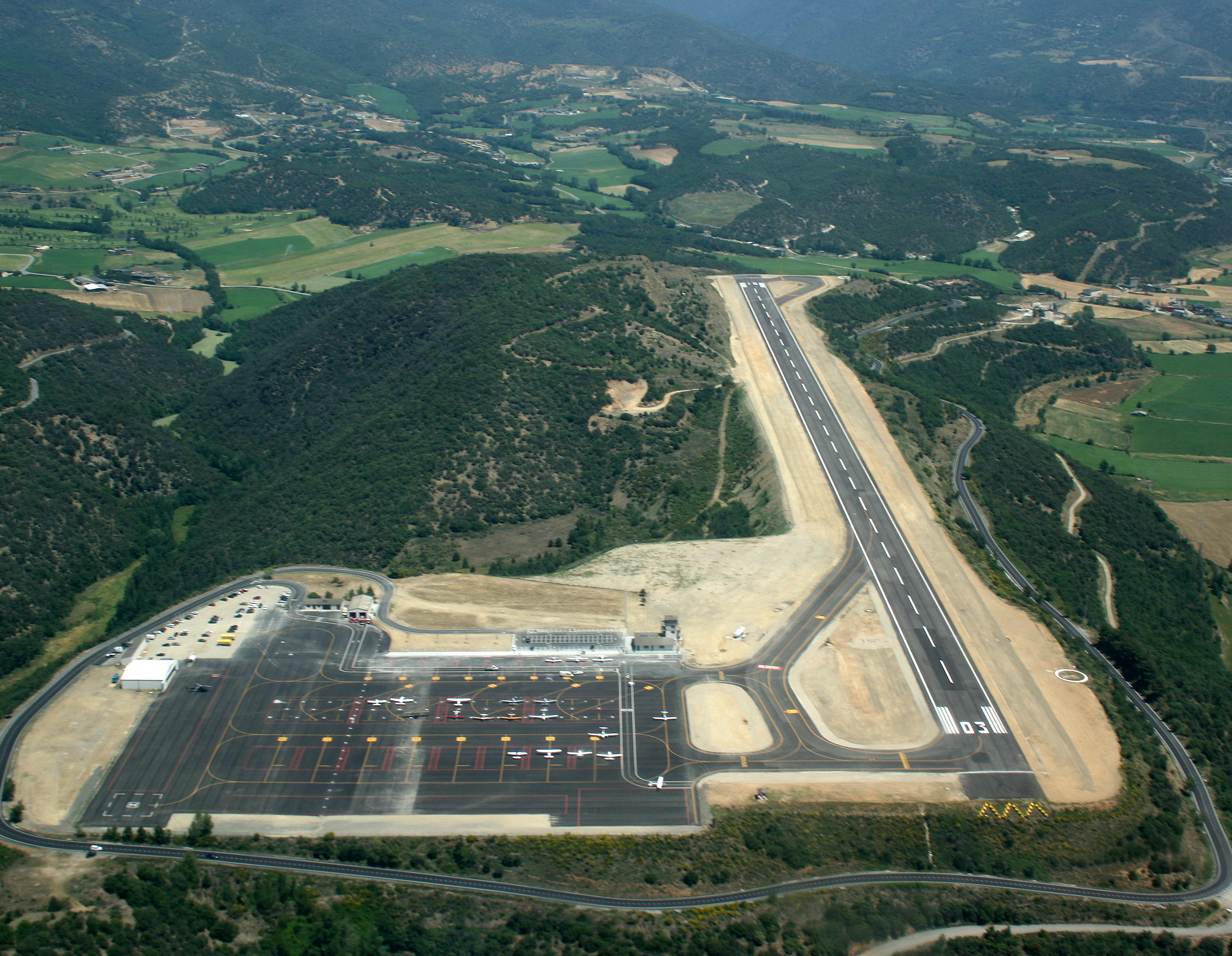
L'aeroport de la Seu d'Urgell té vols regulars amb Madrid des del desembre del 2021.

Andorra no disposa d'instal·lacions d'aviació comercial, tret de tres heliports a Arinsal, la Massana i Escaldes-Engordany. L'aeroport més pròxim és el de la Seu d'Urgell (10 km), que té el nom comercial d'Andorra-la Seu i que des del 2021 ofereix vols regulars amb Madrid operats per Air Nostrum, en una iniciativa que té el suport del govern d'Andorra.
La Cambra de Comerç d'Andorra va presentar dos projectes per construir un aeroport en territori nacional, a Grau Roig, a tocar de l'estació d'esquí de Grandvalira. La versió més recent, del 2021, plantejava una pista de 1.800 metres de llarg i 45 d'amplada, i un cost aproximat de 345 milions d'euros. La infraestructura estava pensada per acollir un màxim de 500.000 passatgers l'any. Al cap de poc el govern descartà el projecte perquè un informe de l'Organització de l'Aviació Civil Internacional va determinar que no seria viable, entre altres motius per les maniobres que requeriria l'aproximació a l'aeroport, la manca de visibilitat de la pista que tindrien els pilots o la limitació del tipus d'avions que hi podrien operar.